# パワー・オブ・ザ・ドリーム
「パワー・オブ・ザ・ドリーム」（英: The Power of the Dream=夢の持つ力）は1996年8月20日に日本国内で発売されたセリーヌ・ディオンのシングル。

## 概要
「パワー・オブ・ザ・ドリーム」は1996年夏季オリンピックの開会式用にデイヴィッド・フォスターとベイビーフェイスによって作詞・作曲、プロデュースされ、ディオンは開会式で10万人以上の観客と35億人以上のテレビ視聴者の前で歌を披露した。また彼女は、カナダ人選手を支援するためにその時の出演料を寄付している。
ミュージック・ビデオにはセリーヌ・ディオンのオリンピック開会式での模様が収録された。
シングルは日本のオリコン・シングルチャートで最高30位に到達、7万2440枚の売上を記録しゴールドに認定された。日本以外ではリリースされなかったにもかかわらず、世界中のラジオ局で流され、うちいくつかのエアプレイチャートではランクインもした。
曲はアルバム『FALLING INTO YOU』のアジア、オーストラリア限定盤に収録され、「ビコーズ・ユー・ラヴド・ミー」、「イッツ・オール・カミング・バック・トゥ・ミー・ナウ」、「オール・バイ・マイセルフ」のカップリング曲としても収録されている。それまで全世界で発売されたアルバムには収録されていなかったが、2000年のディオンのベストアルバム『ザ・スペシャル・ベスト』に初めて収録された。
- 調（転調あり）：変ロ長調（B♭）→ハ長調（C）→変ニ長調（D♭）

## 収録曲
日本版CDシングル
1. パワー・オブ・ザ・ドリーム – 4:30
2. イッツ・オール・カミング・バック・トゥ・ミー・ナウ – 7:37

## チャート・認定

### チャート
| チャート（1996年）           | 最高位 |
| ---------------------------- | ------ |
| オリコン・シングル・チャート | 30     |

### 認定
| 国   | 認定     |
| ---- | -------- |
| 日本 | ゴールド |